# Oroscopa hacupha
Oroscopa hacupha là một loài bướm đêm trong họ Erebidae.